# 스페인 변경

814년의 히스파니아 변경

스페인 변경 또는 히스파니아 변경(스페인어: Marca Hispánica, 프랑스어: Marche d'Espagne)은 795년경 카롤루스 대제(샤를마뉴)가 피레네 산맥 동부 지역과 그 주변 일대에 세운 변경(邊境) 내지 군사적 완충 지대였다. 이는 기독교계 카롤루스 제국의 새로운 영토인 가스코뉴 공국, 아키텐 공국, 셉티마니아를 알안달루스의 무슬림 국가인 코르도바 토후국으로부터 보호하기 위한 것이었다. 더 넓은 의미에서는 프랑크 제국의 지배를 받던 초기 이베리아 반도 및 피레네 산맥 건너편의 영지들을 지칭하기도 한다. 시간이 지나며 이 영지들은 프랑크 제국에 편입되거나, 아니면 독립을 얻었다.

## 같이 보기
- 우마이야 왕조의 갈리아 침공
- 아라곤 백국
- 바르셀로나 백국